# Anticoagulante
Anticoagulantes são substâncias químicas que previnem ou reduzem a coagulação sanguínea, prolongando o tempo de coagulação. Alguns deles ocorrem naturalmente em animais hematófagos, como sanguessugas e mosquitos, onde ajudam a manter a área da mordida sem coágulos por tempo suficiente para que o animal obtenha algum sangue. Como classe de medicamentos, os anticoagulantes são usados na terapia de distúrbios trombóticos. Anticoagulantes orais (ACOs) são tomados por muitas pessoas em forma de pílula ou comprimido, e várias formas de dosagem de anticoagulante intravenoso são usadas em hospitais. Alguns anticoagulantes são usados em equipamentos médicos, como tubos de amostra, bolsas de transfusão de sangue, máquinas coração-pulmão e equipamentos de diálise. Um dos primeiros anticoagulantes, a varfarina, foi inicialmente aprovado como rodenticida.
Os anticoagulantes estão intimamente relacionados aos antiplaquetários e aos trombolíticos, manipulando as várias vias da coagulação sanguínea. Especificamente, os medicamentos antiplaquetários inibem a agregação plaquetária (agrupamento), enquanto os anticoagulantes inibem vias específicas da cascata de coagulação, que ocorre após a agregação plaquetária inicial, mas antes da formação de fibrina e produtos plaquetários agregados estáveis.
Os anticoagulantes comuns incluem varfarina e heparina.